# Landsturm

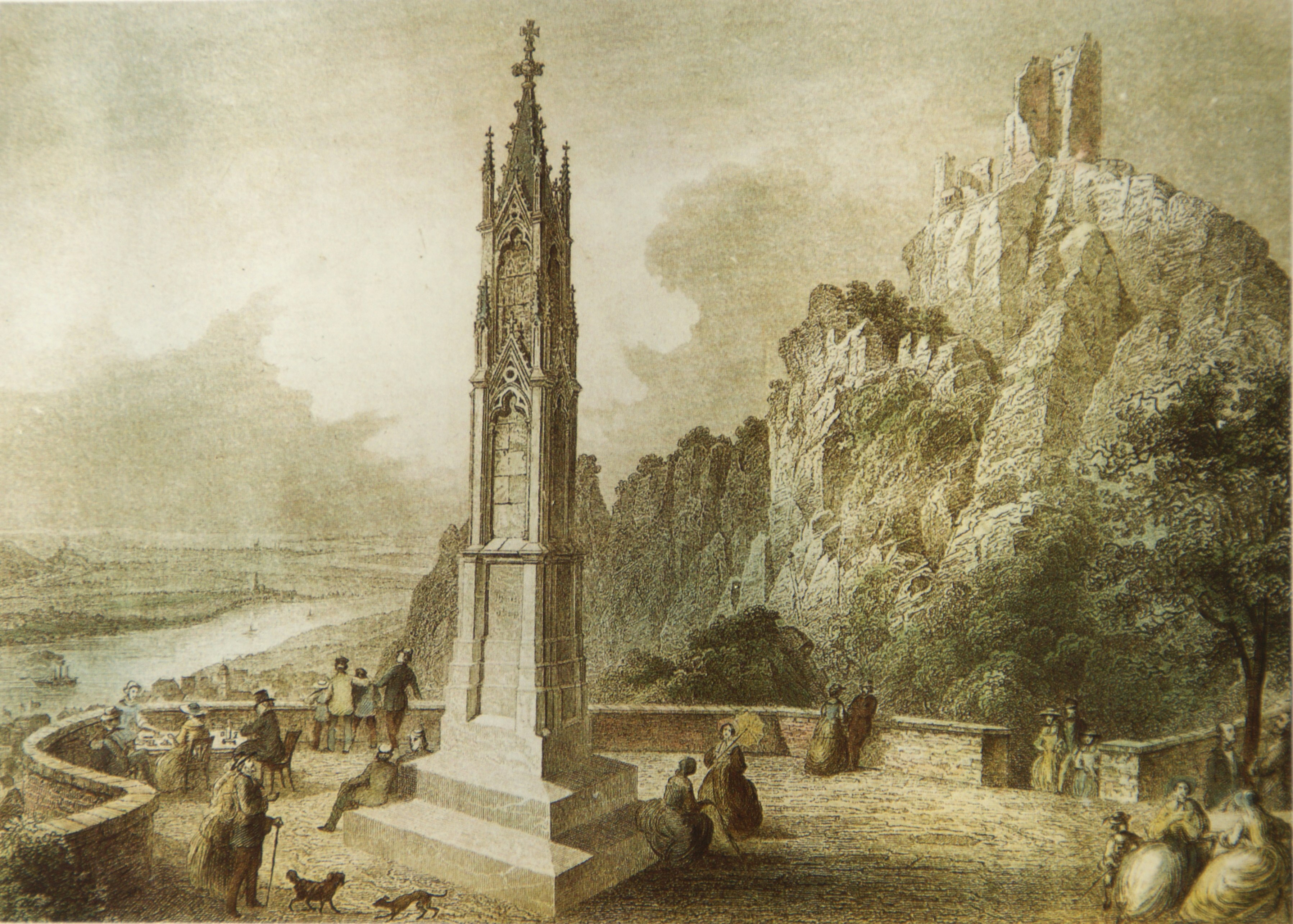
Landsturmdenkmal auf dem Drachenfels

Der Landsturm war im Militärwesen seit dem 15. Jahrhundert „das letzte Aufgebot“ aller Wehrpflichtigen, die weder dem Landheer noch der Marine angehörten, zur Abwehr eines feindlichen Einfalls.

## Preußen seit 1813
In Preußen war nach dem Landsturm-Edikt vom 21. April 1813 die gesamte nicht in die stehende Armee oder in die Landwehr eingereihte wehrbare männliche Bevölkerung vom vollendeten 17. bis zum vollendeten 60. Lebensjahr verpflichtet, dem Aufgebot des Landsturms Folge zu leisten. Er bildete gewissermaßen die letzte Landesreserve.

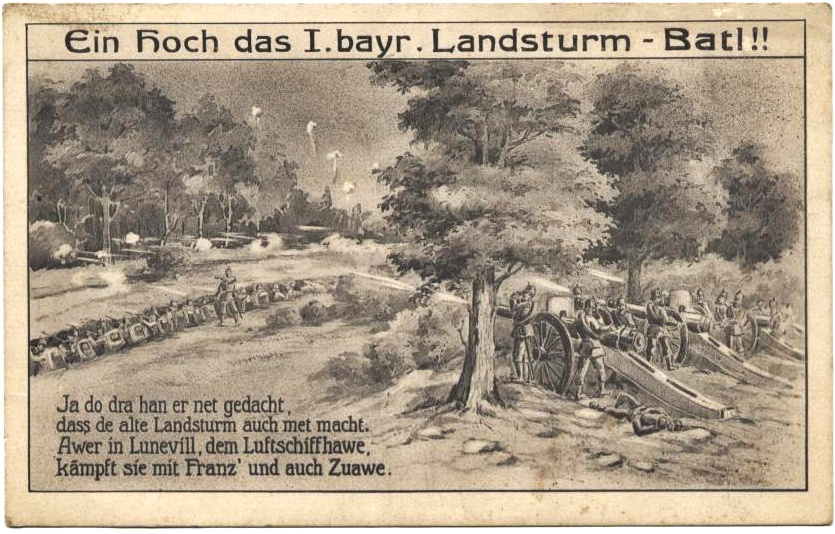
Postkarte des 1. Bayerischen Landsturm-Bataillons, 1914

## Norddeutscher Bund seit 1867
Das norddeutsche Bundesgesetz vom 9. November 1867 über die Verpflichtung zum Kriegsdienst und das Reichsgesetz über den Landsturm vom 12. Februar 1875 beschränkten jene Verpflichtung auf die Zeit vom 17. bis zum 42. Lebensjahr.

## Bayern seit 1868
In der Bayerischen Armee wurden die ältesten wehrpflichtigen Jahrgänge seit der Heeresreform von 1868 als Landsturm bezeichnet.

## Lübeck seit 1814
In Lübeck bezeichnete der Begriff Landsturm im Unterschied zum üblichen Gebrauch die Landwehr, einen Bestandteil der Lübecker Bürgergarde, der das Wehraufgebot im Umland der Stadt darstellte.

## Deutsches Reich 1875

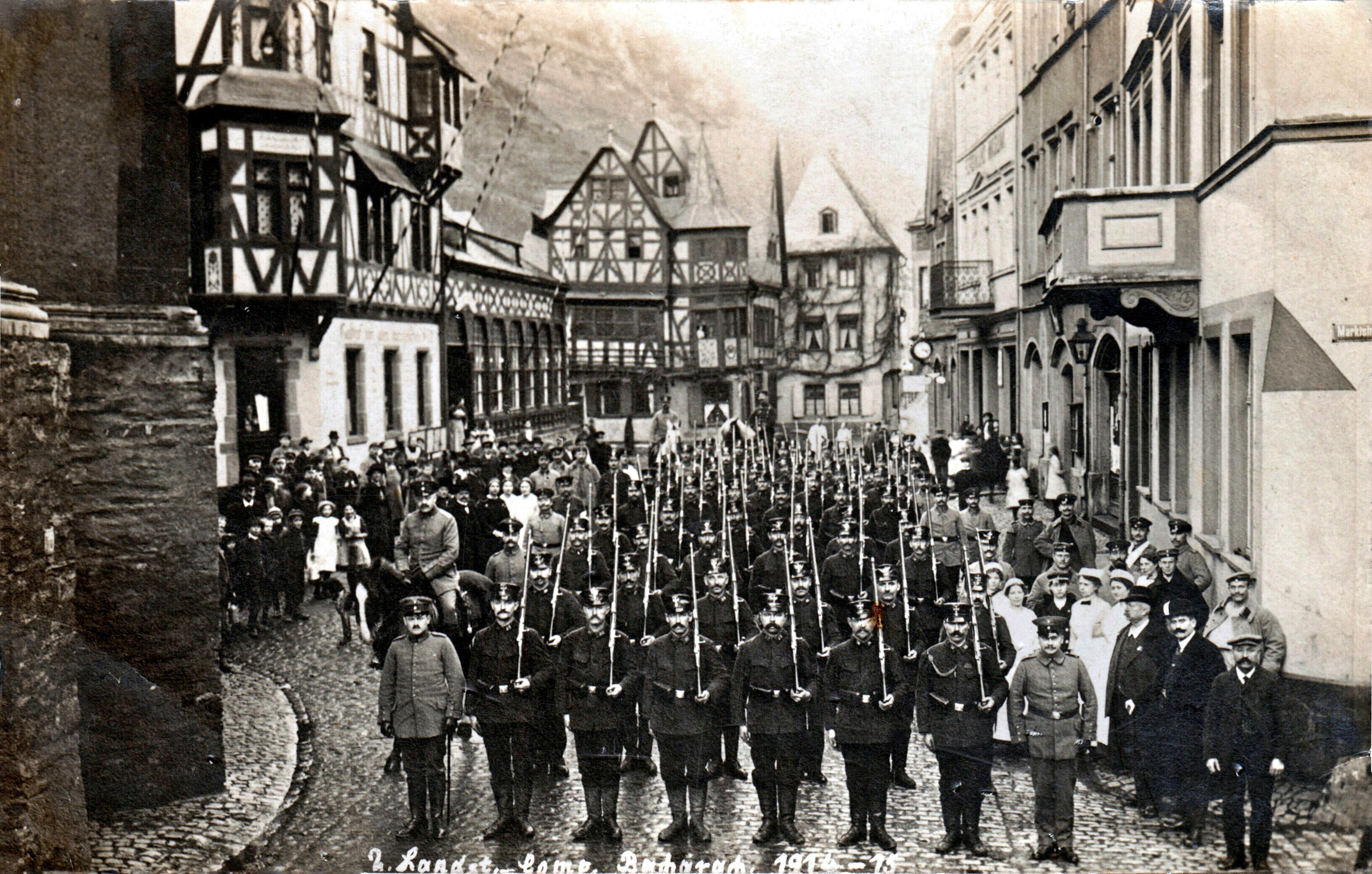
Landsturm-Kompanie in Bacharach, Januar 1915

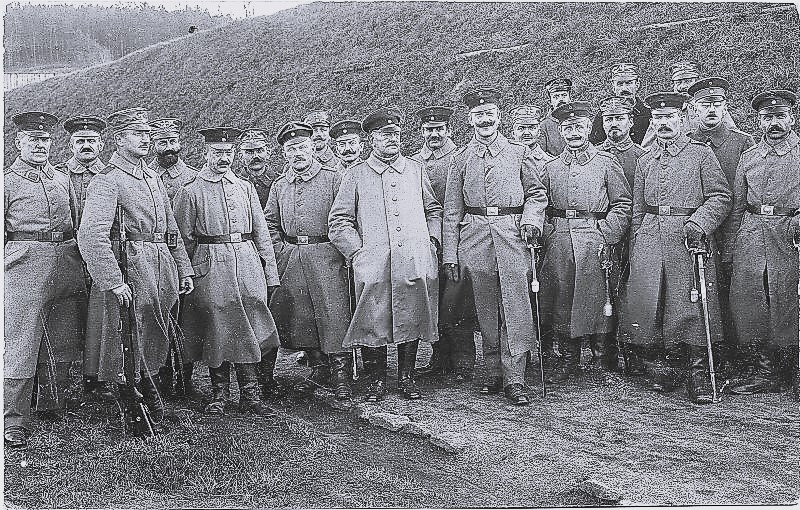
Preußischer Landsturm an der Ostfront 1915

Deutscher Landsturm im Osten, 16. Juni 1915

Bei der Gründung des Deutschen Reiches bestand der Landsturm aus allen Wehrpflichtigen vom vollendeten 17. bis zum vollendeten 42. Lebensjahr, sofern sie nicht im Heer oder in der Marine dienten. Der Aufruf hatte durch kaiserliche Verordnung zu erfolgen.
Mit dem Gesetz, betreffend Änderungen der Wehrpflicht vom 11. Februar 1888 gab es zwei Aufgebote: der Landsturm I umfasste alle Männer vom 17. bis zum 39. Lebensjahr, der Landsturm II alle Älteren sowie diejenigen Landwehrpflichtigen, welche vor Erreichen des 39. Lebensjahres ihren Dienst in der Landwehr zweiten Aufgebots abgeleistet hatten. § 24 des Gesetzes verlängerte die Landsturmpflicht bis zum 45. Lebensjahr. Die bereits in Heer oder Marine ausgebildeten Angehörigen des Landsturms wurden unmittelbar dem aktiven Dienst zugeführt, während alle unausgebildeten zunächst einer Musterung und Aushebung unterworfen wurden. Deshalb mussten sich alle Männer der entsprechenden Jahrgänge nach dem Aufruf in die heimatliche Landsturmrolle eintragen lassen.
Im Kriegsfall konnte der Landsturm zur Ergänzung des Heeres und der Marine herangezogen werden und auch außerhalb Deutschlands eingesetzt werden.
Mit der Mobilmachung am 1. August 1914 wurden viele Landsturm-Verbände aufgestellt und mobilgemacht, im Laufe des Ersten Weltkriegs noch weitere.
Im weiteren Kriegsverlauf kamen außerdem bereits ab 1915 viele im Frieden dem Landsturm zugeteilte Wehrpflichtige (Ungedienter Landsturm) vor allem jüngerer Jahrgänge als Personalersatz zu Front-Truppenteilen.
Durch Artikel 173 des Vertrages von Versailles (1919) wurde die allgemeine Wehrpflicht und damit auch der Landsturm abgeschafft.

## Deutschland zur Zeit des Nationalsozialismus
Durch § 7 (2) des Wehrgesetzes vom 21. Mai 1935 wurde der Landsturm neu definiert. Der Landsturm umfasste jene deutschen Männer ab 45 Jahren, die durch die Erweiterung der Wehrpflicht bei Kriegs- und bei besonderen Notständen (§ 6 Wehrgesetz vom 21. Mai 1935) zum Wehrdienst herangezogen werden konnten.
Die Definition des Landsturms nach dem Wehrgesetz vom 21. Mai 1935 ist nicht mit dem durch einen Führererlass vom 25. September 1944 ausgerufenen Deutschen Volkssturm zu verwechseln. Letzter wurde im Wehrgesetz nicht definiert.

## Österreich seit dem 15. Jahrhundert

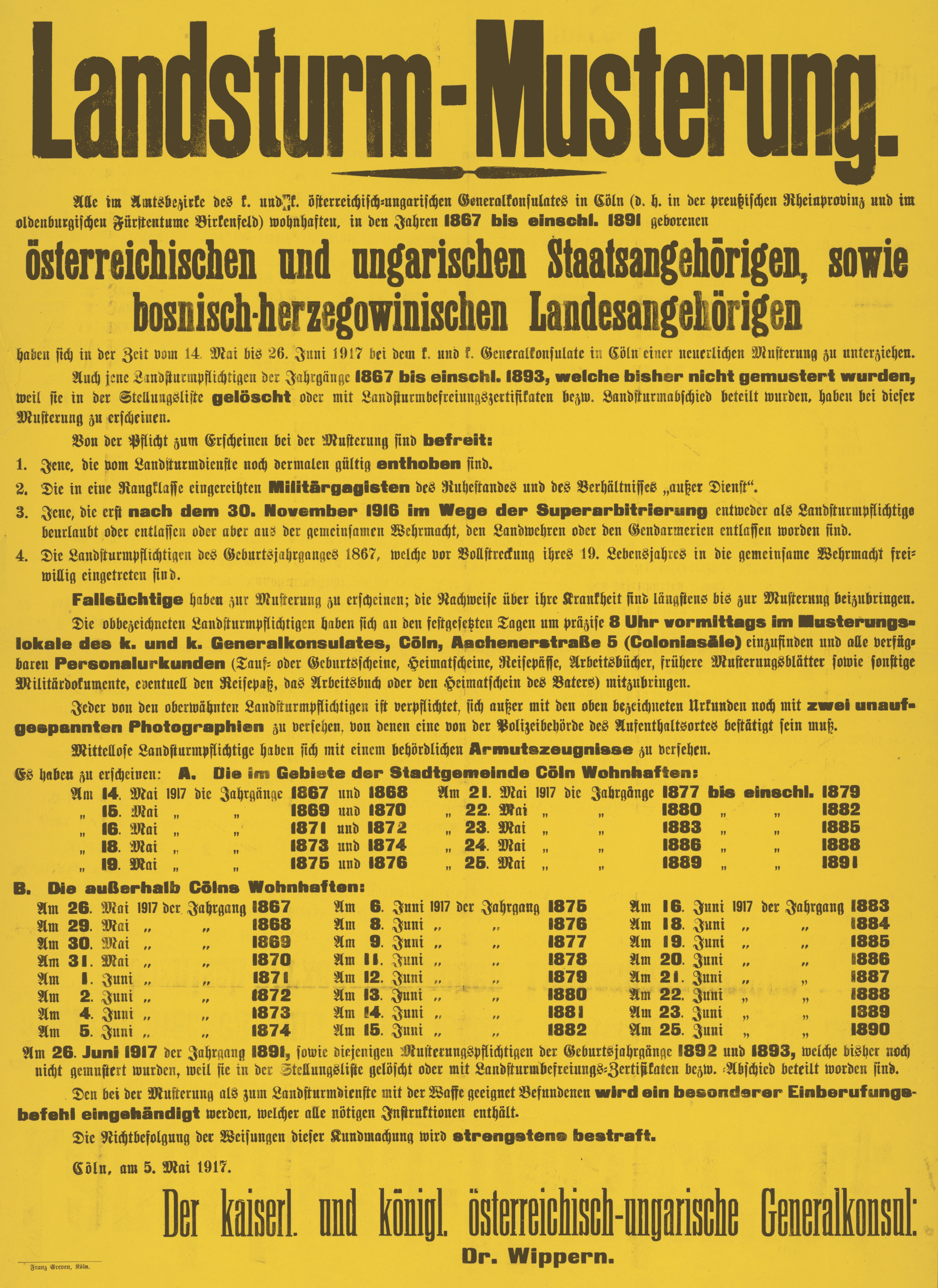
Musterungsaufruf des Österreichisch-ungarischen Generalkonsuls in Köln 1917

In Österreich-Ungarn war der Landsturm durch Gesetz vom 6. Juni 1886 geregelt. Danach unterlagen der Landsturmpflicht alle wehrtauglichen, nicht im aktiven Militärdienst stehenden Staatsbürger in zwei Aufgeboten (19.–37. und 38.–42. Lebensjahr) sowie darüber hinaus alle in den Ruhestand getretenen Offiziere und Militärbeamten bis zum 60. Lebensjahr. Die Landsturmpflicht trat im Gegensatz zur regelmäßigen Kriegsdienstpflicht nur ausnahmsweise und zwar dann ein, wenn ein feindlicher Einfall Teile des Reichsgebiets bedrohte oder überzog. Der Landsturm erhielt bei Verwendung gegen den Feind militärische Abzeichen und trat dadurch unter völkerrechtlichen Schutz; er wurde wie die Armee in Truppenteile formiert. In Fällen außerordentlichen Bedarfs konnte die Landwehr aus dem Landsturm ergänzt werden, jedoch nur dann, wenn bereits sämtliche Jahrgänge der Landwehr und die verwendbaren Mannschaften der Ersatzreserve einberufen waren. Die Einstellung erfolgte nach Jahresklassen, beginnend mit der jüngsten. War der Landsturm nicht aufgeboten, so waren die Landsturmpflichtigen keinerlei militärischer Kontrolle unterworfen. In Österreich galt das Landsturmgesetz vom 6. Juni 1886 zwar formell nur für die im Reichsrat vertretenen Länder; die in Tirol und Vorarlberg (siehe Standschützen) sowie Ungarn geltenden Landsturmgesetze stimmten indes in allen wesentlichen Punkten mit dem vorgenannten Gesetz überein, desgleichen die Durchführungsverordnungen vom Januar 1887.
Die Unterbehörden der Landwehrkommandos für das Landsturmwesen hießen Landsturmbezirkskommanden. Der königlich ungarische Landsturm hieß Honvéd und war auch eine aktive Truppe. In Bosnien und der Herzegowina bestand keine Landsturmpflicht.
Schon lange vor dem Landsturmgesetz von 1886 gab es den Landsturm in Österreich. Der Landsturm umfasste alle wehrtauglichen Bürger. In Tirol wurde der Landsturm auf das schon um 1511 zusammen mit Kaiser Maximilian I. vereinbarte Wehrrecht, das sogenannte Landlibell zurückgeführt. In der Geschichte Österreichs wurde der Landsturm in Kriegszeiten über die Jahrhunderte wiederholt gegen Ungarn, Franzosen und Türken eingesetzt. Im Breisgau und im Schwarzwald operierte der Landsturm, auch Landfahne genannt, gegen Schweizer, Schweden und Franzosen. Legendär wurde der Luttinger Pfarrer Johann Caspar Albrecht, der ab 1688 die Hauensteiner Landfahne kommandierte, als Seelsorgermilitär. Vom 14. bis zum 16. Juli 1796 schlug der Freiburger Landsturm die anrückenden Franzosen unter Victor Moreau bei Herbolzheim zurück. Eine kaiserliche Medaille und eine Tafel am Freiburger Martinstor von 1798 erinnern an die Kämpfe. Auch 1809 in Tirol wurde der Landsturm tatsächlich aufgeboten. Napoleon hatte Tirol erobert und es dem Königreich Bayern angeschlossen. Nach fünf Jahren der Unterdrückung, der Abschaffung der Tiroler Verfassung und Zwangsrekrutierung für den Kriegsdienst unter fremden Mächten hatten sich unter Führung von Andreas Hofer die Tiroler Standschützen und der Tiroler Landsturm gegen die Bayern erhoben, um einen Wiederanschluss an das Kaisertum Österreich zu erreichen.
Aber auch 1915 als Italien den Mittelmächten den Krieg erklärte, waren es Tiroler, Vorarlberger und Salzburger Landsturmeinheiten (Schützenkompanien), die die Front hielten, bis die regulären Einheiten von der Ostfront an die Südfront beordert wurden.

## Schweiz

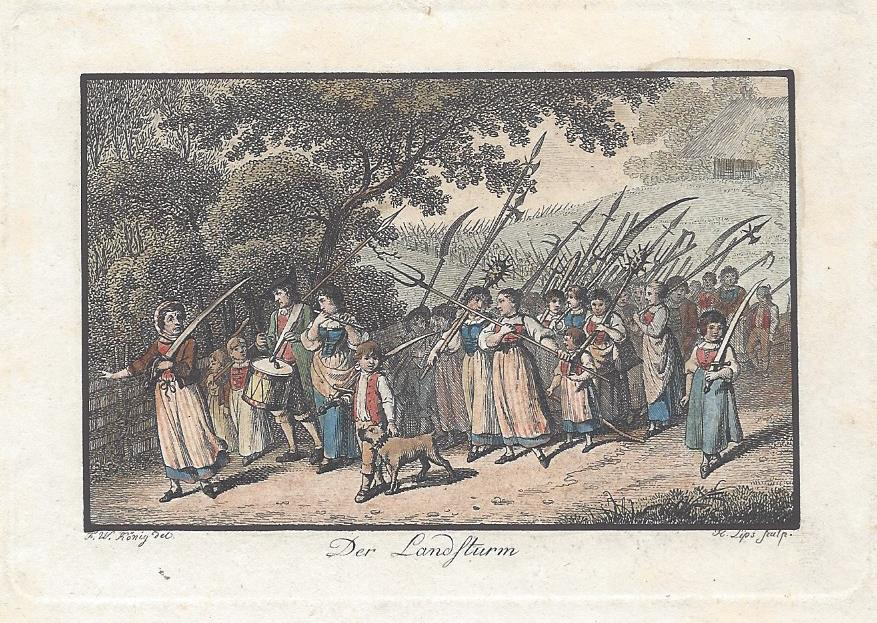
Franz Niklaus König: Der Landsturm

In der Schweiz waren zu Beginn des 20. Jahrhunderts alle wehrfähigen Bürger vom 17. bis 50. Lebensjahr landsturmpflichtig, sofern sie nicht dem Auszug oder der Landwehr angehörten.
Bis 1994 war der Landsturm in der Schweizer Armee eine Heeresklasse. Sie entsprach 1947 den 49- bis 60-Jährigen, ab 1960 den 43- bis 50-Jährigen. Artreine Landsturmeinheiten wurden mit der Bewachung von Objekten betraut. Mit der Armee 95 wurden die Altersklassen und damit der Landsturm abgeschafft (1994 total: 175.000 Mann).